# كلتوخار
قلعة الثغر أو (نقحرة: كلتوخار) هي بلدية تقع في مقاطعة شورية، في منطقة قشتالة وليون، في إسبانيا. يبلغ عدد سكانها 111 نسمة وذلك حسب إحصاء السكان سنة 2004. تبلغ مساحتها 84 كم².